# Robert Siodmak
Robert Siodmak (8. august 1900 i Dresden, Sachsen, Tyskland – 10. marts 1973 i Locarno, Ticino, Schweiz) var en tysk-amerikansk filminstruktør.
Siodmak var virksom i Tyskland til 1933, hvor han var en af ophavsmændene til dokumentarfilmen Menschen am Sonntag (1930). Han arbejdede fra 1940 i Hollywood, og lavede thrillere som Når skæbnen rammer (The Suspect, 1944) og de kritikerroste Vindeltrappen (The Spiral Staircase, 1945) og Den, der hævner (The Killers, 1946). Han arbejdede i senere år i England, Frankrig og Vesttyskland.